# Phlegmariurus catacachiensis
Phlegmariurus catacachiensis är en lummerväxtart som först beskrevs av Hermann Nessel, och fick sitt nu gällande namn av B. Øllg. Phlegmariurus catacachiensis ingår i släktet Phlegmariurus och familjen lummerväxter. Inga underarter finns listade i Catalogue of Life.